# Nyctemera pullatus
Nyctemera pullatus är en fjärilsart som beskrevs av Fletcher 1957. Nyctemera pullatus ingår i släktet Nyctemera och familjen björnspinnare. Inga underarter finns listade i Catalogue of Life.